# The Walking Dead (jeu vidéo)
Pour les articles homonymes, voir The Walking Dead.
The Walking Dead est un jeu vidéo à épisodes développé et édité par Telltale Games, dont le premier épisode est sorti en avril 2012. Il est basé sur le comic du même nom de Robert Kirkman.
Il a été récompensé par le prix du « jeu de l'année » aux Video Games Awards de 2012.
Le jeu a été suivi d'une extension intitulée The Walking Dead: 400 Days, de trois saisons supplémentaires (The Walking Dead : Saison 2, The Walking Dead: A New Frontier et The Walking Dead : L'Ultime Saison ainsi que d'une mini-série nommée The Walking Dead: Michonne.

## Système de jeu
The Walking Dead est un jeu de type point'n click, où le joueur sélectionne un personnage, un objet ou un point de l'écran avec un curseur et choisit ensuite l'action à effectuer parmi les différentes options disponibles.
Les actions et les décisions du joueur influencent le déroulement de l'histoire, permettant ainsi de sortir d'un schéma linéaire.
Le jeu s'adapte au choix du joueur qui en influence le déroulement de l'histoire, incluant des QTE (Quick Time Event) pour les interactions spéciales (combats) et se joue avec une sorte de souris pour interagir avec les objets.
L'audio du jeu est en langue anglais seulement, sauf pour la quatrième saison où il y a Anglais, Français, Allemand, Portugais et Espagnol.
Toutefois, depuis le 15 mars 2013, un patch intégrant un sous-titrage intégral en français est disponible. Les versions boîtes contiennent ce sous-titrage.

## Trame
Lee Everett, un ancien professeur d'université, se retrouve livré à lui même dans un monde en pleine épidémie d'un mystérieux virus transformant les vies humaines en zombies.Il sera amené à rencontrer plusieurs groupes de survivants afin de s'en sortir ainsi qu'en tentant d'être un modèle crédible pour Clémentine

### Personnages
- Clémentine (Melissa Hutchison) : est une petite fille qui se retrouve seule lors de l'épidémie, ses parents étant partis en vacances et la femme qui la gardait étant devenue un zombie. Elle rencontre Lee et celui-ci la prend sous son aile. Mature et courageuse malgré son jeune âge elle devra faire face à de nombreuses épreuves.
- Lee Everett (Dave Fennoy) : est un homme arrêté pour le meurtre du sénateur avec qui sa femme le trompait. Mais lorsqu'un officier de police l'emmène, l'épidémie se déclenche et il échappe alors à la prison. Lee rencontre la petite Clémentine et décide de s'en occuper. Ils rencontreront un groupe de survivants et Lee en deviendra leur leader.
- Kenny (Gavin Hammon) : il rencontre Lee et Clémentine à la ferme d'Hershel. Il décide de s'allier à Lee et tous les trois ainsi que sa famille se décident à partir pour Macon. Là, ils rencontrent un autre groupe de survivants. Assez individualiste et égoïste au départ de l'aventure, Kenny deviendra un membre important du groupe.
- Katjaa (Cissy Jones) : est la femme douce et optimiste de Kenny et mère de Kenny Jr/Duck. Étant de nature raisonnable, elle arrive à calmer le côté impulsif de son mari. Ancienne vétérinaire, elle devient la doctoresse du groupe.
- Kenny Jr dit Duck (Max Kaufman) : est le fils de Kenny et Katjaa. Assez immature et manquant d'intelligence, il compense ce manque par son enthousiasme.
- Carley (Nicole Vigil) : est une ancienne journaliste d'Atlanta et connait le passé de Lee qu'elle gardera pour elle. Très douée pour le tir elle se montre un membre actif du groupe.
- Lily (Nicki Rapp) : est le membre initial du groupe. Elle est assez paranoïaque et est la fille du cardiaque Larry.
- Doug (Sam Joan) : Doug est un ancien technicien en informatique avant l'épidémie. Très logique et ingénieux, il n'apprécie pas les conflits.
- Larry (Terence McGoven) : Larry est le père de Lily. De par sa nature acariâtre, il est souvent isolé du reste du groupe.
- Ben Paul (Trevor Hoffman) : est un survivant accompagné de son professeur et d'un autre élève. Sans le vouloir il mettra la discorde au sein du groupe. De bon cœur, il mettra cependant le groupe en danger par manque de lucidité et de courage.
- Christa (Mara Junot) : enceinte et petite amie d'Omid. Elle rejoindra le groupe avec son petit ami et se préoccupera de la sécurité de Clémentine.
- Omid (Owen Thomas) : est le petit ami de Christa. Très amoureux, il protège sa petite amie enceinte de leur enfant. Rieur, il agit comme le membre du groupe qui arrive à détendre l'atmosphère.

### Histoire

#### Épisode 1:Un nouveau jour(A New Day)
L'histoire commence dans une voiture de la police d’Atlanta. Le personnage contrôlé par le joueur est un professeur d'Histoire, Lee Everett. Accusé de meurtre, il est en route pour la prison d'Atlanta. Alors qu'il discute avec le policier responsable de son transfert, celui-ci, faute d'attention, jette la voiture dans le fossé après avoir tenté d'éviter une silhouette humaine campée en plein milieu de la route. Peu après s’être réveillé dans la carcasse de la voiture, blessé et en proie à la confusion, Lee trouve la clé des menottes et se libère, alors que le policier demeure inerte. Mais ce dernier se redresse d'un coup et rampe vers lui en crachant du sang. Lee attrape un fusil et l'abat de justesse. Ce coup de feu attire des êtres décharnés au regard vide, surnommés les rôdeurs, qui le prennent en chasse.
Il arrive dans une maison où il trouve une fillette prénommée Clementine. Après avoir été attaqué par la baby-sitter de cette dernière, ils s'échappent, trouvent deux autres hommes et s'enfuient dans une petite ferme. Ils font la connaissance d'Hershel, le patriarche de la ferme et père de Shawn, un des deux individus rencontrés par Lee et Clementine quelques heures plus tôt. Après avoir soigné les blessures de Lee, Hershel leur propose de passer la nuit avant de reprendre leur chemin. Le lendemain, Lee fait la connaissance d'un certain Kenny, de sa femme Katjaa et de leur fils surnommé Duck, d'autres survivants venus trouver refuge dans la ferme d'Hershel.
Pendant que Lee discute avec celui-ci, les fils de Kenny et d'Hershel sont attaqués par des rôdeurs alors qu'ils tentaient de réparer la barricade de la maison. Le fils d'Hershel meurt, faisant sombrer ce dernier dans la colère, ce qui a pour effet d'entraîner le départ prématuré du groupe désormais composé de Lee, Clementine, Kenny et sa famille. Le groupe roule jusqu'à la petite ville de Macon, et sont contraints de s'arrêter faute d'essence. Ils se font alors attaquer par un groupe de rôdeurs, avant de se faire sauver de justesse par une femme et un jeune homme qui les font rentrer dans une quincaillerie.
Une fois à l'intérieur, une dispute éclate entre celle qui semble être le chef du groupe, Lilly, et le groupe de Lee, le groupe de la quincaillerie étant persuadé que Duck s'est fait mordre pendant l'attaque. Alors que la discussion dégénère, Clémentine se fait attaquer par un rôdeur qui était resté dans les toilettes. Elle est sauvée de justesse par Lee et Carley, la jeune femme qui les avait précédemment sauvés dans les rues de Macon. Larry, le père de Lilly, fait une attaque cardiaque et Lee part à la recherche des clés de la pharmacie qui jouxte la quincaillerie avec Doug, un membre de l'autre groupe. Grâce à une diversion, Lee s'empare des clés sur un rôdeur piégé de l'autre côté de la rue qui n'est autre que son frère. On apprend alors que Lee a grandi à Macon avec son frère et ses parents, qui étaient les propriétaires de la quincaillerie. Ils parviennent à entrer dans la pharmacie, mais déclenchent par mégarde une alarme qui attire tous les rôdeurs du quartier. Pendant l'attaque, Lee (et, par conséquent, le joueur) est contraint de faire un choix ; soit il décide de sauver Carley qui essaie de récupérer des munitions pour son arme (ce qui entraîne la mort de Doug), soit il décide de sauver Doug qui s'est fait attraper par des rôdeurs (ce qui entraîne la mort de Carley). Le groupe est contraint de se sauver en utilisant le camping car. 
Ils arrivent à un motel abandonné facilement défendable, offrant ainsi au groupe une meilleure protection. Glenn, le jeune homme ayant sauvé le groupe de Lee avec Doug et Carley, prend la décision de se rendre à Atlanta et de rejoindre ses amis, alors que Lilly, Kenny et Lee estiment que cet abri leur permettra de tenir pendant une longue durée. Les éclairages s’éteignent un à un, plongeant les protagonistes dans l'obscurité, mettant fin au premier épisode.

#### Épisode 2:Privés d'aide (Starved for Help)
L'histoire se poursuit 3 mois après les faits du premier épisode. On y retrouve Lee et un nouveau venu dans la bande (Mark, un ancien soldat récupéré dans une base militaire). Tandis que les deux hommes marchent en pleine forêt dans le but de ramener à manger pour le groupe manquant de nourriture, ils entendent un cri et s'y précipitent. C'est alors qu'ils rencontrent trois personnes: deux adolescents et un homme qui s'est coincé la jambe dans un piège à loup. Alors que des rôdeurs commencent à s'approcher. Lee tente de dégager la jambe de l'homme mais n'y parvient pas et se voit contraint de la lui couper avec sa hache afin de le libérer. Avant de retourner au motel, l'un des deux jeunes adultes se fait attraper par les rôdeurs et meurt. Lee, Kenny et le jeune, qui s'appelle Ben, retournent au motel où le groupe a construit un mur de fortune et demandent à Katjaa d'arrêter l'hémorragie dont souffre l'homme amputé d'une jambe, c'est alors qu'une nouvelle dispute entre Kenny et Lilly éclate. Une fois le calme revenu, Lilly demande à Lee de distribuer lui-même le peu de nourriture qui leur reste afin de lui montrer à quel point ce rôle est difficile. Clémentine avoue à Lee qu'elle a perdu sa casquette et lui demande de l'aider à la retrouver. Katjaa ne parvient pas à sauver l'homme et il meurt avant de se réanimer et de tenter de mordre Lee. Sauvé de justesse, Lee se demande pourquoi l'homme s'est transformé alors qu'il n'avait pas été mordu; Ben annonce alors à tout le groupe que la mort provoque de toute façon la transformation, tant que le cerveau n'a pas été détruit.
Un peu plus tard, deux hommes se présentent devant le motel pour demander de l'essence au groupe. Ils admettent posséder une ferme pas très loin de là, protégée par une barrière électrique dont les générateurs doivent être constamment alimentés en essence. De plus, ils proposent un marché: le groupe fournit de l'essence et Katjaa, qui est vétérinaire, s'occupe de soigner leur vache malade tandis que les fermiers leur offrent à manger. Une petite partie du groupe décide d'aller vérifier par elle-même ce qui semble être une providence. Alors qu'ils sont en route pour la ferme, ils croisent deux bandits qui se disputent jusqu'à ce que l'un d'entre eux tue de sang-froid son collègue puis tire plusieurs fois sur son corps sans vie en l'insultant avant de partir. Arrivé à la ferme, Lee insiste pour vérifier que la ferme est sûre et part avec Mark faire le tour de la barrière qui encercle la ferme. C'est alors qu'ils se font attaquer par des bandits à coup de flèches. Mark est blessé à l'épaule mais les deux hommes retournent sain et sauf à la maison ou se trouvent les deux fermiers et leur mère qui décide de s'occuper du blessé. C'est quand Lee commence à douter de la sécurité du lieu que le reste du groupe, à l'exception de Carley et de Ben qui gardent le motel, arrivent à la ferme.
Chacun commence alors à se faire sa propre idée sur le fait de rester définitivement dans cette ferme. Alors que Lilly ne cherche qu'à retourner au motel une fois rassasiée, son père se lie d'amitié avec la mère des fermiers et préférerait rester. Kenny, quant à lui, trouve qu'il y a quelque chose de louche et préfère être certain que l'endroit est sans danger avant de décider si sa femme et son fils peuvent rester ici. Lee discute d'abord avec les fermiers qui lui proposent d'aller se venger des bandits en attaquant un de leurs camps. Lee et un des deux fermiers partent alors, armés, à un camp où ils trouvent différentes boîtes, certaines provenant de la ferme ainsi qu'une tente dans laquelle Lee trouve, à sa grande surprise, la photo d'une femme et d'une jeune fille ressemblant à Clementine ainsi que sa casquette. Avant même d'avoir le temps de se remettre de ses émotions, une femme armée d'une arbalète provoque les deux hommes en les traitant de bandits et de monstres. Elle est sur le point de révéler quelque chose à Lee sur la ferme dans laquelle le groupe a trouvé place mais elle n'en a pas le temps car elle est tuée par le fermier ou Lee selon le choix du joueur.
De retour à la ferme et alors que Lee commence à être suspicieux sur les habitants de la ferme, il croise Clémentine dans la grange et lui rend sa casquette avant que Kenny ne se mette à parler à Lee de la porte arrière de la grange qui est fermé par un verrou. Lee trouve un tournevis à l'extérieur lui permettant de dévisser le verrou métallique de la porte mais il attire d'abord le second fermier, qui se trouvait également dans la grange, en sabotant un des générateurs qui alimente la barrière électrique. Une fois tranquille, Lee décide d'ouvrir la porte de la grange quand tout le groupe est appelé pour passer à table et profiter du dîner. Lee reste seul dans la grange et ouvre la porte. Il y trouve alors une salle des horreurs pleine de scies à os, de sang sur le sol et d'objets pour découper de la viande. Le fermier que Lee avait réussi à attirer à l'extérieur le surprend et tente alors de s'expliquer. Les deux retrouvent tout le groupe assis à table dans la maison mais Lee, de plus en plus suspicieux, décide d'enquêter dans la maison en prétextant qu'il doit se laver les mains. Il finit par trouver Mark dans une pièce cachée, les deux jambes coupées, qui dit à Lee de ne pas manger le repas. Comprenant que la viande servie n'est autre que celle des jambes de Mark, Lee se précipite vers le groupe et leur hurle de ne pas manger la nourriture. Après une dispute violente entre le groupe de Lee et les fermiers, ces derniers assomment Lee.
Lorsqu'il se réveille, Lee découvre qu'il est coincé dans le cellier de la ferme avec Kenny, Lilly, Clementine et le père de Lilly, Larry, qui tape frénétiquement à la porte en hurlant de les libérer. Mais, atteint d'une crise cardiaque, il tombe sur le sol et Lilly tente de le sauver. Kenny décide qu'il ne faut pas risquer d'avoir un zombie dans la pièce et le tue donc. (Lee peut se mettre du côté de Kenny et admettre qu'il faut le tuer ou se mettre du côté de Lilly et essayer de le sauver). Lilly est dévastée. Il faut tout de même trouver un moyen pour s'échapper. Lee arrive à ouvrir un passage en enlevant la cage du conduit d'aération dans lequel Clémentine se faufile et ouvre la porte. Après avoir tué ou laissé la vie sauve à un des fermiers (au choix du joueur), Lee va se retrouver en face de la mère qui détient Katjaa, arme braquée sur elle. Lee arrive à la faire reculer de sorte que Mark, transformé alors en mort vivant, la tue. Finalement, Lee se bat avec le dernier fermier et parvient à l’électrocuter. Alors que celui-ci demande la fin du combat, Lee et son groupe s'en vont au motel.

#### Épisode 3:Une longue route à venir(Long Road Ahead)
La vie au motel est de plus en plus dure surtout à cause du manque de nourriture, ce qui oblige Kenny et Lee à faire une sortie quasi-mortelle dans Macon pour trouver de quoi nourrir tout le monde. De plus, Lilly est certaine que quelqu'un a volé dans la réserve de médicament. Lee, quelque peu sceptique au début, finit par trouver un sac en papier caché dans une grille d'aération : celui-ci est bien rempli des médicaments disparus. Alors que Lee et Lilly cherchent une explication, le motel est attaqué par des Pillards. Ceux-ci prétextent de pas avoir reçu leur « paiement » et s'ensuit alors une fusillade, où tout le monde arrive à fuir dans le camping-car indemne. Ou presque, puisque Duck a été mordu durant l'affrontement, quelques zombies étant rentrés dans le camp en plus des pillards. Alors qu'ils sont sur une route traversant une forêt, le groupe est obligé de s'arrêter et c'est là que quelque chose auquel il n'était pas préparé va se produire et où le groupe sera confronté à un choix cornélien. Lilly est persuadée que Carley ou Ben a trahi le groupe et s'entame alors une dispute. C'est alors qu'après que Carley hausse le ton, Lilly finit par lui tirer dessus. Lee, très énervé, décide de repartir avec le groupe mais sans Lilly, laissée sur la route. Après avoir continué leur route, ils finissent par trouver un vieux train abandonné sur des rails, qu'il suffit juste de redémarrer. Néanmoins, si le joueur décide de laisser Lilly partir avec eux après le meurtre de Carley, celle-ci abandonnera le groupe en partant avec le camping-car après la découverte du train, non sans avoir proposée à Lee et Clementine de partir avec elle. En suivant, ils vont faire la rencontre de Chuck (de son vrai nom Charles), un sans-abri vivant dans celui-ci, qui s'avère être plutôt amical envers les membres du groupe, offrant des bonbons aux enfants et jouant de la guitare.
Néanmoins la morsure de Duck s'est aggravée, Katjaa décide donc qu'il faut s'assurer qu'il ne devienne pas un mort-vivant, non sans le désaccord de Kenny. Ils partent donc tous les deux ainsi que Duck un peu plus loin dans la forêt pour le tuer. Lee, de son côté, s'occupe de rassurer Clémentine lorsqu'un coup de feu retentit. Lee s'empresse d'aller voir ce qu'il se passe et voit Kenny à genoux devant sa femme qui venait alors de se suicider, n'arrivant pas à contenir sa tristesse. Lee propose alors à Kenny de lui laisser la tâche d’exécuter son fils, ce qu'il fera. Le groupe décide donc de se rendre en train à la ville côtière de Savannah dans l'espoir de trouver un bateau, et surtout les parents de Clementine… Mais il faut stopper le train en urgence… En effet, un camion citerne bloque en partie la voie. Alors que le groupe cherche une solution pour le dégager, ils font la connaissance d'Omid et Christa, un couple de survivants. Un peu plus tard, avec leur aide, ils parviennent à dégager le camion mais pressés par le temps et par une horde de morts-vivants, Omid se blesse à la jambe en voulant rattraper le train qui part, il parvient tout de même à monter dedans. À la fin de l'épisode, le groupe arrive enfin en vue de Savannah, mais alors que le train s'apprête à entrer en ville, Lee se rend compte que le talkie de Clementine est en fait en état de marche et qu'elle communique avec un inconnu à Savannah…

#### Épisode 4:À chaque coin de rue(Around Every Corner)
Le groupe arrivant à Savannah, un son de cloche causé par un mystérieux personnage retentit ; les rôdeurs alertés par le bruit s'attaquent à Lee et la bande. Kenny soupçonne « l'homme du talkie-walkie » d'avoir fait sonner les cloches pour attirer les rôdeurs vers la bande. Durant l'attaque, Chuck se sacrifie pour sauver Clem, lâchement abandonnée par Ben. Dans la fuite, le reste du groupe trouve une maison abandonnée et fortifiée, ils décideront de s'y installer avant de trouver un bateau.
Lee et Kenny partent en chercher un au port, hélas, les bateaux (abîmés) nécessitent des réparations. Alors qu'il observait les alentours à l'aide de jumelles - dans l'espoir de trouver un bateau - Lee aperçut une silhouette à quelques mètres de leur position. Soupçonné par Kenny d'être le sonneur de cloches, cet individu fut attaqué par les deux complices. Derrière le masque se cachait une jeune femme, Molly: cherchant à fuir la colonie de « Crawford », cette dernière soupçonna Lee d'en faire partie et fut sur le point de le tuer. Lee fut sauvé par l'intervention de Clémentine, les enfants et toutes les personnes dites «faibles» malades et handicapées sont interdites à Crawford, la présence de la jeune fille constituant une preuve qui innocenta Lee. Dans la précipitation d'une attaque de rôdeurs, Lee se retrouve séparé des trois autres et fut contraint de fuir dans les égouts de la ville.
Les rôdeurs sont même arrivés jusqu'aux égouts. Pendant son périple, Lee retrouve le corps de Chuck, qui s'est suicidé alors qu'il était attaqué par des zombies. Il y rencontre, dans un abri anti-atomique, un groupe de soutien aux personnes atteintes du cancer, mené par un médecin du nom de Vernon. À la suite de cette rencontre, le groupe de Vernon et celui de Lee pénètrent au camp des « Crawford », groupe de personnes cruelles occupant une zone fortifiée de Savannah, qui ont en leur possession des vivres et du matériel pour les bateaux. Là bas, Lee apprend que Molly a été contrainte de se prostituer auprès d'un médecin, pour aider sa sœur diabétique à obtenir des soins. Ce médecin qui n'est autre qu'un zombie que l'on voit se faire massacrer par Molly elle-même peu auparavant. Au retour, Vernon propose à Lee d'emmener Clementine en lieu sûr car selon lui, elle n'est pas en sécurité avec Lee et son groupe. Le joueur peut choisir d'accepter, de refuser ou de demander à y réfléchir. Après cela, Molly s'en va et il s'ensuit une discussion avec Clementine au sujet de la mort de Ben (si le joueur a choisi de le laisser mourir), puis au sujet de ses parents. Si le joueur choisit de lui dire la vérité (qu'il n'y a pas assez de temps pour les chercher), Clémentine se met à pleurer, inconsolable. Lee, à ses côtés, s'endort profondément.
Le lendemain matin, Clémentine a disparu laissant sa casquette dans la rue, près de la maison. Lee, en la ramassant, se fit surprendre par un zombie. Il réussit à s'en débarrasser, mais cette fois, le rôdeur a réussi à atteindre l'homme. Lee a été mordu…

#### Épisode 5:Plus de temps à perdre(No Time Left)
Après que Lee s'est fait mordre, le joueur a le choix de cacher sa blessure ou non. Selon les choix faits précédemment, les autres survivants (Omid et Christa, Kenny et Ben s'il est toujours en vie) peuvent nous aider à sauver Clémentine de son mystérieux ravisseur. Pensant que le ravisseur n'est autre que Vernon, Lee, accompagné de son groupe va à son ancien repère mais plus personne n'est là. Lee s'évanouit et se réveille sur le point d'avoir le bras coupé. Le joueur peut alors choisir s'il veut perdre son bras ou non. Au retour, ils découvrent que le bateau a été volé par Vernon et son groupe, qui ont laissé un mot d'excuse. Il s'ensuit une dispute entre Kenny et Christa ou Ben interrompue par une horde de zombies. Ils trouvent refuge dans le grenier mais sont contraints d'y rester enfermés un petit moment. Après avoir cassé le mur et s'être aperçu qu'il y avait une autre maison à côté, ils s'échappent tous en sautant d'un balcon. Si Ben a survécu à Crawford, quand il saute le balcon se casse. Kenny, alors encore énervé du fait que c'est Ben qui a aidé les ravisseurs au motel, et donc qu'il est le responsable de la morsure de Duck et de sa mort ainsi que celle de Katjaa, va quand même l'aider suivi de Lee. C'est alors qu'ils découvrent qu'un des barreaux du balcon a traversé le corps de Ben et qu'il ne peuvent pas le sauver. Kenny ordonne alors à Lee de s'en aller. Malgré son refus, Kenny arrive à mettre Lee derrière un portail, ce dernier étant obliger de voir Kenny se battant contre une horde de zombie et se faisant donc emporter par cette horde. Son destin reste inconnu jusqu'à la saison 2. Si Ben est décédé à Crawford, le talkie-walkie de Lee tombera dans un trou sur le toit, et voulant protéger Chista allée le chercher et entourée de rôdeurs, Kenny se sacrifie en laissant encore un doute sur son destin. Demandant à Christa et Omid d'aller à la gare et choisissant d'y aller seul, Lee se bat contre une horde de zombies pour sauver Clémentine dans l'hôtel abandonné où séjournait ses parents. Lee fait alors face au ravisseur qui s'avère être le propriétaire de la voiture à la fin de l'épisode 2, qui vous menace et après une série de questions, celui-ci conclut que vous n'êtes pas assez responsable pour un enfant. Clementine arrive à s'échapper du placard où elle était enfermée et tue son ravisseur. Lee découvre que le seul moyen pour s'enfuir et passer au travers des nombreux rôdeurs en bas est de se barbouiller d'entrailles. Alors que Clementine s'arrête brusquement après avoir reconnu ses parents transformés en zombies, Lee s'évanouit en plein milieu de la rue et Clémentine arrive à le cacher dans un magasin proche. Il est proche de la fin, et après avoir parlé à Clementine en lui donnant des conseils et en lui faisant ses adieux, en fonction du choix du joueur, Clementine tue Lee pour qu'il ne se transforme pas, ou garde sa dernière balle et s'en va au moment de la mort de Lee.
Après les crédits, Clémentine est en pleine campagne à la recherche de douilles et aperçoit deux silhouettes sombres qui rappellent celles d'Omid et de Christa.

#### The Walking Dead: 400 Days
Lors de l'E3 2013, un DLC pour The Walking Dead: Saison 1, qui précédera l'arrivée de la Saison 2, a été annoncé.
De nouveaux personnages seront présents dans ce DLC. The Walking Dead: 400 Days nous permettra de suivre cinq aventures différentes.
Le 400 Days du titre fait référence à la période pendant laquelle se déroulent ces différentes histoires. Clémentine n'est pas présente dans cet épisode.

## Commercialisation
Les cinq épisodes constituant la saison 1 sont sortis entre le 24 avril et le 20 novembre 2012 uniquement en téléchargement.
- Épisode 1 : A New Day (sortie le 24 avril 2012)
- Épisode 2 : Starved for Help (sortie le 27 juin 2012)
- Épisode 3 : Long Road Ahead (sortie le 28 août 2012)
- Épisode 4 : Around Every Corner (sortie le 9 octobre 2012)
- Épisode 5 : No Time Left (sortie le 20 novembre 2012)

Une version boîte du jeu est sortie le 10 mai 2013 sur PC, PS3 et Xbox 360. Une édition « Game of the year » (« Jeu de l'année ») de la version boîte, incluant le DLC 400 Days, est sortie le 19 novembre 2013. Une version boite du jeu est sortie le 17 octobre 2014 sur PS4 et Xbox One.

## Musique
- Épisode 5 :

No Time Left - Générique de fin : Take Us Back de l'album To Be Still interprété par la chanteuse américaine Alela Diane.
Waiting around to die - Générique de début pour les épisodes de l'ultime saison; Du groupe the be good Tanyas dans l'album chinatown

## Accueil

### Critique
Les différents épisodes et saisons du jeu ont reçu de très bonnes critiques de la presse :
- Adventure Gamers : 4,5/5 (ep. 1)[7] - 4,5/5 (ep. 2)[8] - 4/5 (ep. 3)[9] - 3,5/5 (ep. 4)[10] - 5/5 (ep. 5)[11]
- Jeuxvideo.com : 19/20 (S1)[12] - 14/20 (400 Days)[13]
- Official Xbox Magazine : 8/10 (400 Days)[14]

### Récompenses
- « Jeu de l'année » - Video Games Awards 2012[15],[16].
- « Meilleure histoire » - British Academy Video Games Awards 2013[17]
- « Meilleur jeu sur mobile et consoles portables » - British Academy Video Games Awards 2013

### Ventes
En janvier 2013, Telltale annonce avoir vendu 8,5 millions d'épisodes (toutes plateformes confondues).